# Simon Ford
Simon Gary Ford (Newham, 17 november 1981) is een Jamaicaanse voetballer (verdediger) die sinds 2010 voor de Engelse vierdeklasser Chesterfield FC uitkomt. Voordien speelde hij onder andere voor de Engelse clubs Grimsby Town FC en Bristol Rovers FC en voor het Schotse Kilmarnock FC. Ford werd in 2002 door de supporters van Grimsby uitgeroepen tot beste jongere van de ploeg.
Ford speelde sinds 2008 drie interlands voor de Jamaicaanse nationale ploeg.